# El Villar de Arnedo
El Villar de Arnedo ist ein Ort und eine nordspanische Gemeinde (municipio) mit 617 Einwohnern (Stand: 2024) im Osten der Autonomen Gemeinschaft La Rioja.

## Lage und Klima
El Villar de Arnedo liegt etwa 34 Kilometer ostsüdöstlich von der Provinzhauptstadt Logroño entfernt in einer Höhe von ca. 430 m. 
Das Klima ist gemäßigt bis warm; Regen (ca. 543 mm/Jahr) fällt übers Jahr verteilt.

## Bevölkerungsentwicklung
| Jahr      | 1970 | 1981 | 1991 | 2001 | 2011 | 2021 |
| Einwohner | 939  | 820  | 777  | 652  | 660  | 590  |

Infolge der Landflucht als Folge der Mechanisierung der Landwirtschaft ist die Zahl der Einwohner seit Beginn des 20. Jahrhunderts deutlich gesunken.

## Sehenswürdigkeiten
- Marienkirche (Iglesia de Santa María)
- Christuskapelle (Ermita del Cristo de los Buenos Temporales)
- Rathaus

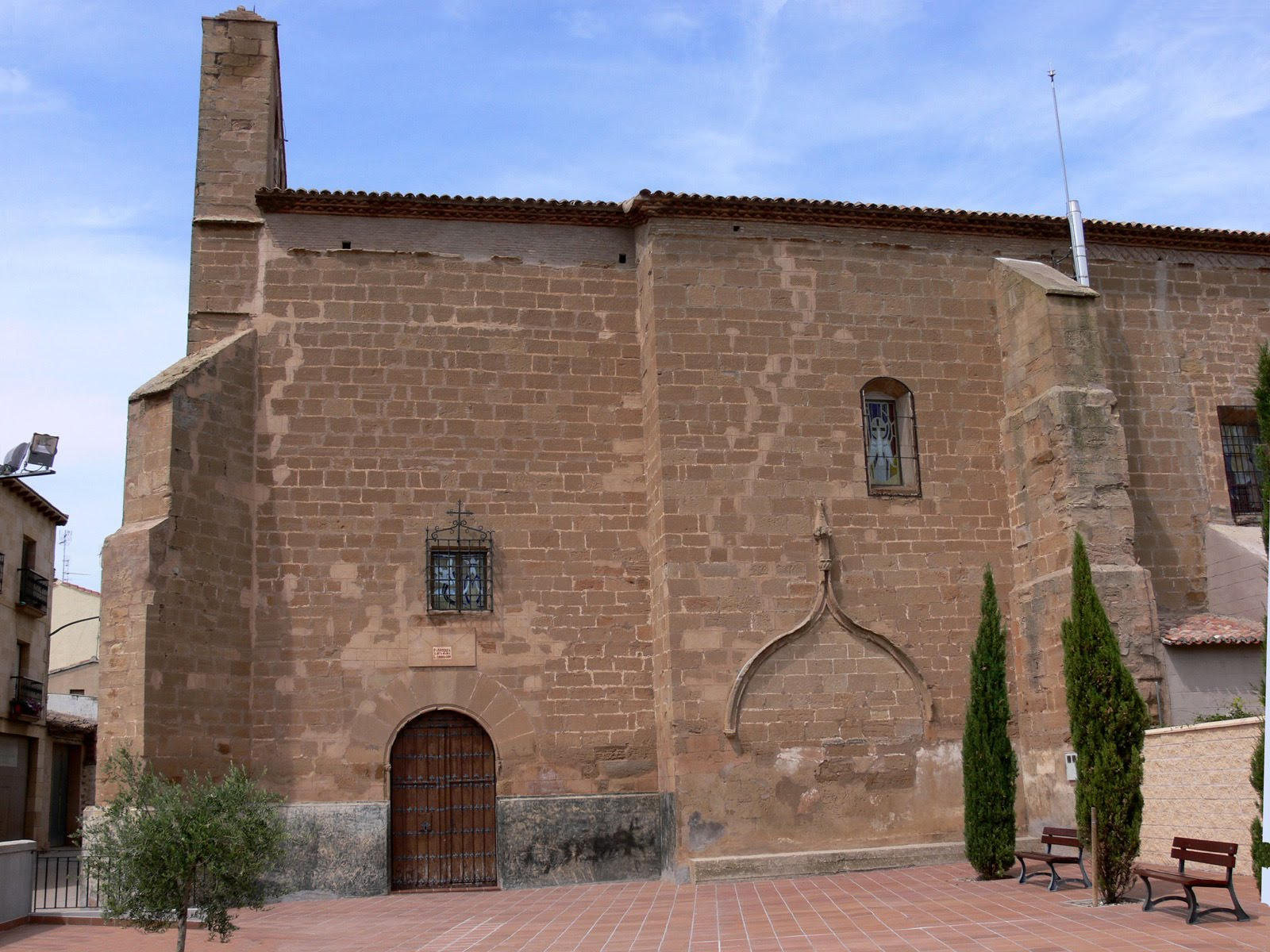
Marienkirche
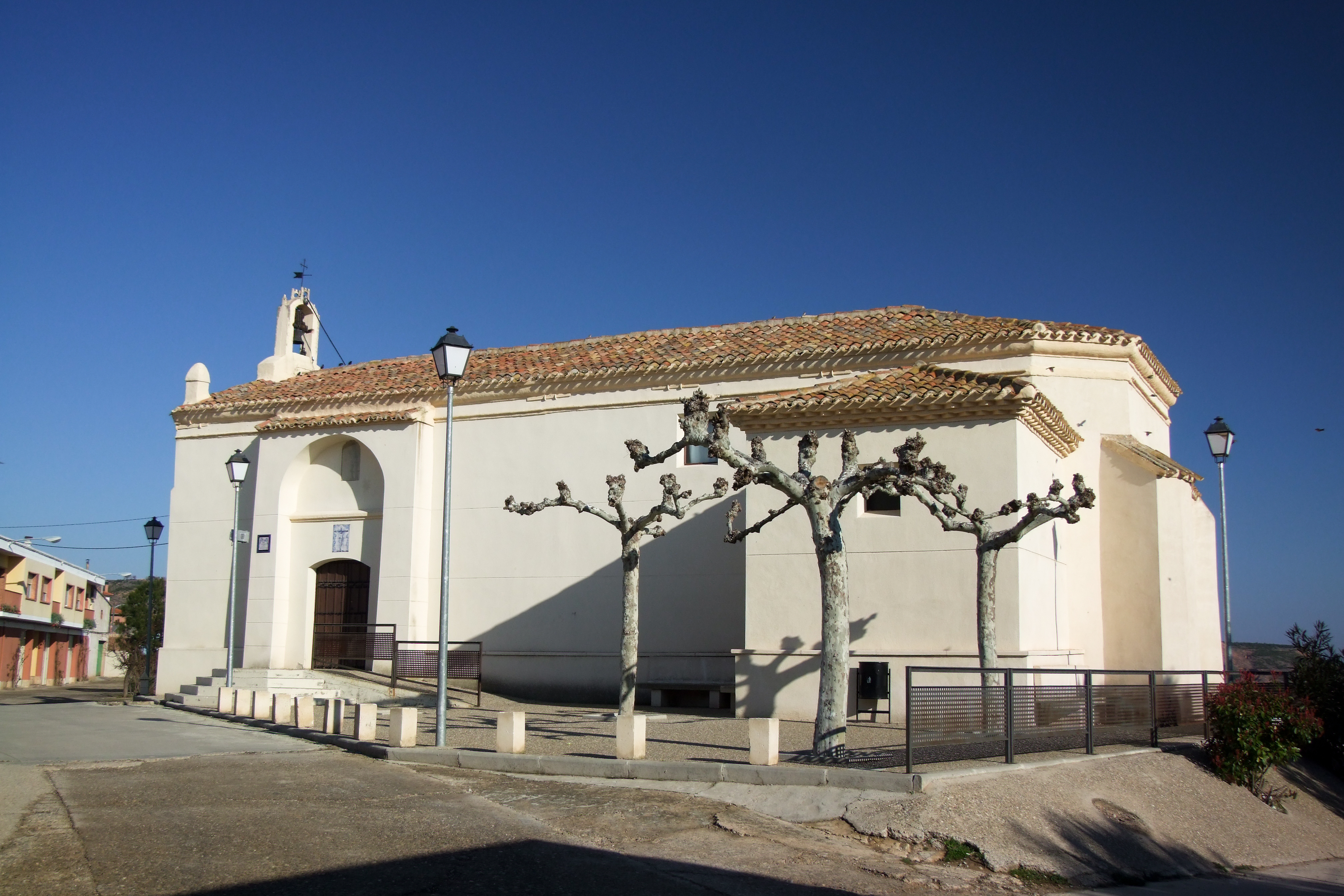
Christuskapelle